# Koleoptyl

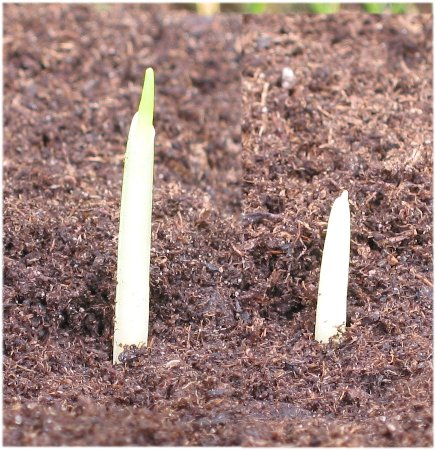
Koleoptyl kukurydzy

Koleoptyl – w zarodkach traw pochewka wykształcająca się jako pochwiasta część liścienia. Funkcją koleoptylu jest osłanianie merystemu wierzchołkowego pędu i zawiązków pierwszych liści. Podczas kiełkowania ziarniaka koleoptyl rośnie przez pewien czas wraz z zarodkiem, osiąga szydlasty kształt i długość kilku centymetrów, a następnie zostaje rozerwany przez rozwijające się kolejne liście.